# Тремере
Тремере (на словенски: Tremerje) е село в Словения, Савински регион, община Целе. Според Националната статистическа служба на Република Словения през 2015 г. селото има 64 жители.